# Arroyo de La Hoz
El arroyo de La Hoz es un afluente del río Duratón por su margen izquierda, que con 10 km de longitud, recorre las tierras del norte de la provincia de Segovia.

## Recorrido
El arroyo de La Hoz nace en la fuente de las Minganduras, en el término municipal de Membibre de la Hoz, atravesando el casco urbano de la citada localidad, para después alimentar tres molinos harineros, citados en el Catastro de Ensenada, que actualmente se encuentran en ruinas.

A la diecisiete, que hay 3 molinos harineros, cada uno con una piedra, que muelen con agua corriente del río, pertenecientes el uno al conde de Montijo, cuya utilidad regula 600 reales, incluidos 240 para el arrendatario; otro a los herederos de don José Antonio López, vecinos de Fuentidueña, que regula 1.680, incluidos 480 del molinero; y el otro, con un batán, a don Pedro Aguilar, vecino de Sepúlveda, que produce 1.260, incluidos 360 del rentero, y el batán 400, incluidos los 200 del batanero.
26 de julio de 1751

Una vez superados los citados molinos, el arroyo se interna en La Hoz que le da nombre antes de abrirse en un espacio pantanoso de notables dimensiones en el que se cultivan árboles de crecimiento rápido destinados al aprovechamiento maderero (chopos).
A continuación, el arroyo de La Hoz atraviesa el casco urbano de Aldeasoña donde recibe las aguas del arroyo Pelayo, permitiendo el funcionamiento de otros dos molinos harineros también citados en el Catastro de Ensenada.

A la diecisiete, que en el lugar hay 2 molinos harineros, que tiene cada uno 2 ruedas, y pertenece uno a don Francisco Núñez, y deja de utilidad 2.266 reales (incluidos los 520 en que se utiliza el molinero), y el otro, de Frutos Rojo, y rinde 1.860 reales. Los dos también son propietarios de 2 batanes, que le producen 495 reales al primero (en que se incluyen 130 para el batanero), y 755 al segundo (incluidos 365 de la industria del batanero).
17 de diciembre de 1751

Antes de abandonar el término municipal de Aldeasoña, el arroyo de La Hoz recibe el agua de su otro afluente principal, el arroyo de Fuentendrino, a continuación, se adentra durante unos kilómetros en el término municipal de Laguna de Contreras, última localidad que atraviesa antes de desembocar en el río Duratón.